# SMS Derfflinger
O SMS Derfflinger foi um cruzador de batalha operado pela Marinha Imperial Alemã e a primeira embarcação da Classe Derfflinger, seguido pelo SMS Lützow e SMS Hindenburg. Sua construção começou em janeiro de 1912 nos estaleiros da Blohm & Voss e foi lançado ao mar em julho de 1913, sendo comissionado em setembro do ano seguinte. Era armado com uma bateria principal composta por oito canhões de 305 milímetros montados em quatro torres de artilharia duplas, tinha um deslocamento de mais de 31 mil toneladas e alcançava uma velocidade máxima de 26,5 nós.
O Derfflinger entrou em serviço nos primeiros meses da Primeira Guerra Mundial e participou da maioria das operações navais realizadas pela Frota de Alto-Mar durante o conflito. Ele fez várias incursões contra o litoral britânico durante os primeiros anos da guerra, também participando da Batalha de Dogger Bank em 1915 e da Batalha da Jutlândia em 1916. Nesta última, ajudou a afundar os cruzadores de batalha britânicos HMS Queen Mary e HMS Invincible, porém acabou seriamente danificado durante o processo e passou os meses seguintes fora de serviço sob reparos.
A embarcação pouco fez pelo restante do conflito e nunca mais entrou em combate, passando os últimos anos da guerra realizando incursões infrutíferas no Mar do Norte com o objetivo de atrair parte da Grande Frota britânica para um confronto. A Alemanha foi derrotada em novembro de 1918 e o Derfflinger foi internado no mesmo mês na base britânica de Scapa Flow. Ele permaneceu no local até 21 de junho de 1919, quando foi deliberadamente afundado por sua própria tripulação para não ser tomado. Seus destroços foram reflutuados em 1939 e desmontados em 1948.

## Características

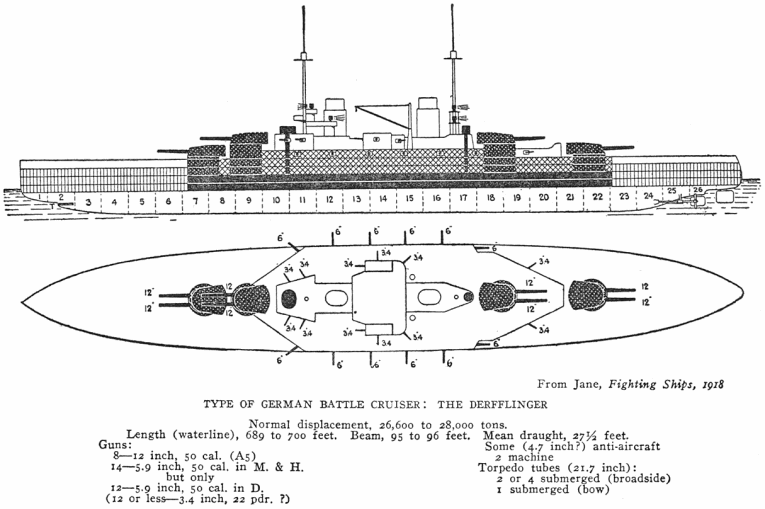
Desenho da Classe Derfflinger

A Classe Derfflinger foi autorizada para o ano fiscal de 1911, com seu projeto tendo sido iniciado em 1910. Os cruzadores de batalha britânicos estavam na época sendo construídos com canhões de 343 milímetros, assim oficiais graduados do comando da Marinha Imperial Alemã chegaram à conclusão que um aumento do tamanho de suas armas principais de 283 para 305 milímetros seria necessário. O número de canhões foi reduzido de dez para oito comparado ao predecessor SMS Seydlitz a fim de impedir que os custos crescessem muito, porém foram instalados em um arranjo mais eficiente.
O Derfflinger tinha 210 metros de comprimento da linha de flutuação e 210,4 metros de comprimento de fora a fora. Tinha uma boca de 29 metros e um calado que ficava entre 9,2 metros à vante e 9,57 metros à ré. Seu deslocamento normal era de 26,6 mil toneladas, enquanto o deslocamento carregado chegava a 31,2 mil toneladas. Seu sistema de propulsão era composto catorze caldeiras a carvão e oito caldeiras a óleo combustível que alimentavam quatro conjuntos de turbinas a vapor, cada uma girando uma hélice de três lâminas. A potência indicada era de 63 mil cavalos-vapor (46,3 mil quilowatts) para uma velocidade máxima de 26,5 nós (49,1 quilômetros por hora). Sua autonomia era de 5,6 mil milhas náuticas (10,4 mil quilômetros) a uma velocidade de cruzeiro de catorze nós (26 quilômetros por hora). Sua tripulação era normalmente composta por 44 oficiais e 1 068 marinheiros.
O armamento principal tinha oito canhões calibre 50 de 305 milímetros em quatro torres de artilharia duplas, duas sobrepostas à vante e duas sobrepostas à ré. Sua bateria secundária tinha doze canhões calibre 45 de 149 milímetros em casamatas na superestrutura, seis de cada lado. Para defesa contra barcos torpedeiros havia oito canhões calibre 45 de 88 milímetros em montagens giratórias na superestrutura. Também era equipado com quatro tubos de torpedo de quinhentos milímetros, um na proa, um na popa e um em cada lateral. O cinturão principal de blindagem tinha trezentos milímetros de espessura na parte central da cidadela onde protegia os depósitos de munição e salas de máquinas. O convés tinha entre trinta e oitenta milímetros, com a parte mais espessa se inclinando para baixo nas laterais para se encontrar com a extremidade inferior do cinturão. As torres de artilharia tinham frentes de 270 milímetros e as casamatas tinham proteção de 150 milímetros. A torre de comando de vante tinha laterais de trezentos milímetros.

## Carreira
O batimento de quilha do Derfflinger ocorreu em janeiro de 1912 nos estaleiros da Blohm & Voss em Hamburgo. Foi nomeado em homenagem ao marechal de campo Georg von Derfflinger, um militar prussiano da Guerra dos Trinta Anos. O navio deveria ter sido lançado ao mar em 14 de junho de 1913 durante uma cerimônia em que o general August von Mackensen fez um discurso. Entretanto, os trenós de madeira sobre os quais o navio estava emperraram e a embarcação moveu-se apenas trinta a quarenta centímetros. Uma segunda tentativa de lançamento foi bem-sucedida em 12 de julho. Uma tripulação de trabalhadores do estaleiro levou o Derfflinger para Kiel no começo de 1914, onde sua equipagem seria finalizada. A Europa passou a ficar cada vez mais próxima da guerra durante a Crise de Julho, com o comando naval alemão emitindo ordens no dia 27 para a frota ficar em alerta. Os alemães temiam que a Marinha Imperial Russa lançaria um ataque de torpedos surpresa no início da guerra, da mesma maneira que a Marinha Imperial Japonesa tinha feito contra os russos no início da Guerra Russo-Japonesa. A Primeira Guerra Mundial começou no dia seguinte, porém o ataque não ocorreu.
Foi comissionado em 1º de setembro para iniciar seus testes marítimos. Ele foi designado no final de outubro para integrar o I Grupo de Reconhecimento junto com os outros cruzadores de batalha da frota, porém danos em suas turbinas durante os testes o impediram de se juntar a unidade até 16 de novembro. Sua primeira operação ocorreu quatro dias depois, quando fez uma surtida junto com os cruzadores rápidos SMS Stralsund e SMS Strassburg mais a V Flotilha de Barcos Torpedeiros para uma varredura a oitenta milhas náuticas (150 quilômetros) de uma área ao noroeste da Heligolândia. Não encontraram embarcações britânicas e então voltaram para casa.

### Scarborough e Whitby
Os cruzadores de batalha do I Grupo de Reconhecimento tinham realizado no início de novembro um ataque contra a cidade litorânea britânica de Yarmouth. O almirante Friedrich von Ingenohl, o comandante da Frota de Alto-Mar, decidiu realizar outro ataque contra o litoral britânico. Seu objetivo era atrair uma parte da Grande Frota para um combate em que pudesse ser isolada e destruída. O I Grupo de Reconhecido deixou a Baía de Jade às 3h20min de 15 de dezembro. O Derfflinger era o segundo navio da linha de batalha atrás da capitânia SMS Seydlitz e seguido pelo SMS Moltke, SMS Von der Tann e o cruzador blindado SMS Blücher, tendo também os cruzadores rápidos Strassburg, Stralsund, SMS Kolberg e SMS Graudenz, mais duas esquadras de barcos torpedeiros. As embarcações navegaram para o norte no farol do Recife de Horns, ponto em que viraram para o oeste e seguiram rumo a Scarborough. O resto da Frota de Alto-Mar deixou o porto doze horas depois da partida do I Grupo de Reconhecimento para dar cobertura distante. A frota principal tinha catorze couraçados dreadnought, oito pré-dreadnoughts e uma força de escolta de dois cruzadores blindados, sete cruzadores rápidos e 54 barcos torpedeiros.
O cruzador rápido SMS Magdenburg tinha encalhado no Golfo da Finlândia em 26 de agosto, com seus destroços tendo sido tomados pelos russos. Eles encontraram livros de códigos alemães, repassando esses documentos para a Marinha Real Britânica, cuja unidade de criptografia começou a decifrar as transmissões alemãs. Eles interceptaram mensagens em 14 de dezembro relatando o planejado bombardeio de Scarborough. Os detalhes exatos do plano eram desconhecidos e os britânicos presumiram que a Frota de Alto Mar permaneceria no porto, como havia acontecido no bombardeio anterior. A 1ª Esquadra de Cruzadores de Batalha com seus quatro navios, apoiada pela 3ª Esquadra de Cruzadores e a 1º Esquadra de Cruzadores Rápidos, junto com seis dreadnoughts da 2ª Esquadra de Batalha foram enviados para emboscar os alemães.

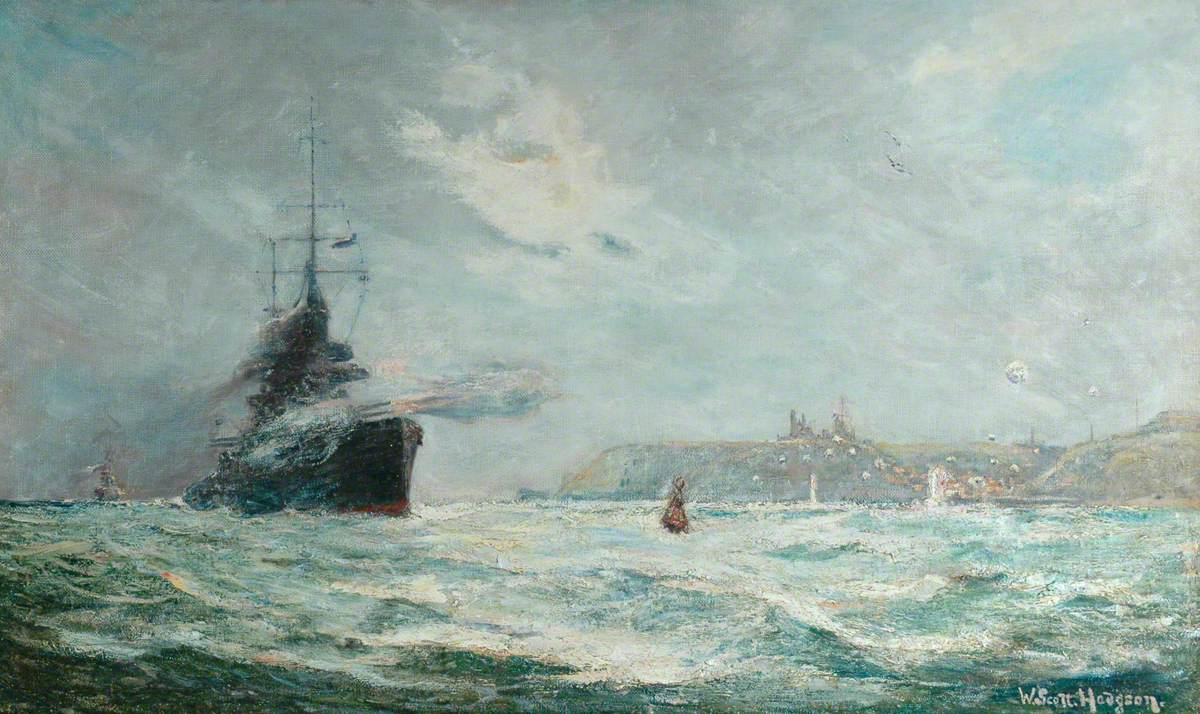
Pintura de William Scott Hodgson do Derfflinger e Von der Tann bombardeando Whitby

O corpo principal da Frota de Alto-Mar encontrou contratorpedeiros britânicos na noite do dia 15. Ingenohl ordenou que seus navios recuassem por temer um ataque de torpedos. O contra-almirante Franz Hipper, o comandante do I Grupo de Reconhecimento, não soube disso e prosseguiu com o bombardeio. Ele dividiu seus navios ao chegar no litoral britânico: o Derfflinger e o Von der Tann seguiram para o norte a fim de bombardearem Scarborough e Whitby, enquanto o Seydlitz, Moltke e Blücher foram para o sul bombardear Hartlepool. Os dois grupos se reencontraram às 9h45min do dia 16, começando a recuar para o leste.
Os cruzadores de batalha britânicos nesta altura tinham se posicionado para bloquear a rota escolhida por Hipper enquanto outras forças estavam à caminho para fechar o cerco. Os cruzadores rápidos alemães começaram a passar às 12h25min pelas forças britânicas. Um dos navios da 2º Esquadra de Cruzadores Rápidos avistou o Stralsund e enviou um relatório ao contra-almirante David Beatty, o comandante da 1ª Esquadra de Cruzadores de Batalha. Ele colocou seus navios em direção aos alemães às 12h30min, presumindo que eram a vanguarda de reconhecimento dos cruzadores de batalha. Entretanto, a força de Hipper estava cinquenta quilômetros na frente. A 2º Esquadra de Cruzadores Rápidos era a força avançada de Beatty e foi destacada para perseguir os cruzadores alemães, mas uma comunicação mal interpretada fez com que voltassem para suas posições anteriores. Esta confusão permitiu que os cruzadores rápidos alemães escapassem e alertassem Hipper sobre a localização dos britânicos. O I Grupo de Reconhecimento passou pelo nordeste das forças britânicas e escapou.
Britânicos e alemães ficaram decepcionados que não conseguiram enfrentar seus oponentes. A reputação de Ingenohl sofreu enormemente, com o capitão de mar Magnus von Levetzow do Moltke ficando furioso e afirmando que o almirante tinha recuado "porque estava com medo de 11 contratorpedeiros britânicos que poderiam ter sido eliminados ... sob a liderança atual realizaremos nada". A história oficial alemã criticou Ingenohl por não usar suas forças rápidas para determinar o tamanho da força britânica, afirmando que "ele decidiu por uma medida que não apenas ameaçou seriamente o avanço de suas forças no litoral Inglês, mas também privou a Frota Alemã de um sinal e vitória certa".

### Batalha de Dogger Bank

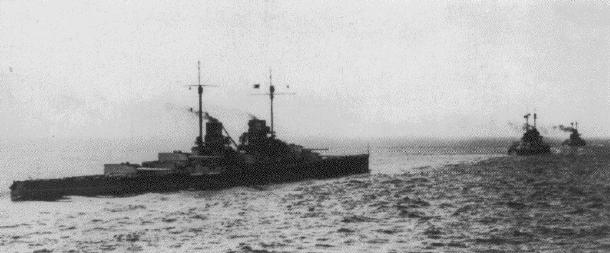
O Derfflinger seguindo para Dogger Bank, com o Moltke e o Seydlitz à frente

O comando naval alemão descobriu no início de janeiro de 1915 que navios britânicos estavam fazendo reconhecimento da área de Dogger Bank. Ingenohl estava relutante em tentar destruir essas forças, pois o I Grupo de Reconhecimento estava temporariamente enfraquecido com o Von der Tann em manutenção periódica. O contra-almirante Richard Eckermann, o Chefe do Estado-Maior da Frota de Alto-Mar, insistiu na operação e Ingenohl cedeu, ordenando que Hipper fosse com seus cruzadores de batalha para Dogger Bank. Os navios partiram em 23 de janeiro, com o Seydlitz na vanguarda e seguido pelo Moltke, Derfflinger e Blücher, mais os cruzadores rápidos Graudenz, Stralsund, Kolberg e SMS Rostock e dezenove barcos torpedeiros da V Flotilha e da II e XVIII Meia-Flotilhas. O Graudenz e o Stralsund foram designados para a vanguarda de reconhecimento, enquanto o Kolberg e o Rostock foram colocados à estibordo e bombordo, respectivamente. Cada cruzador rápido também tinha barcos torpedeiros consigo.
As transmissões alemãs novamente foram interceptadas pela criptografia britânica que, apesar de não saber dos planos exatos, pode deduzir que Hipper realizaria alguma operação na área de Dogger Bank. A 1ª Esquadra de Cruzadores de Batalha de Beatty mais a 2ª Esquadra de Cruzadores de Batalha do contra-almirante Archibald Moore e a 2ª Esquadra de Cruzadores Rápidos do comodoro William Goodenough foram enviados para enfrentá-los. Estas forças deveriam se encontrar às 8h00min de 24 de janeiro com os contratorpedeiros da Força de Harwich sob o comando do comodoro Reginald Tyrwhitt a aproximadamente 48 quilômetros ao norte de Dogger Bank.
O Kolberg avistou o cruzador rápido HMS Aurora e vários contratorpedeiros às 8h14min. O Aurora iluminou o Kolberg com um holofote, com o navio alemão atacando e acertando duas vezes. O cruzador britânico também atacou e acertou dois projéteis. Hipper imediatamente ordenou que seus navios seguissem para o combate. O Stralsund avistou quase simultaneamente grandes quantidades de fumaça sobre o horizonte ao noroeste. Isto foi identificado como grandes navios de guerra britânicos se aproximando.

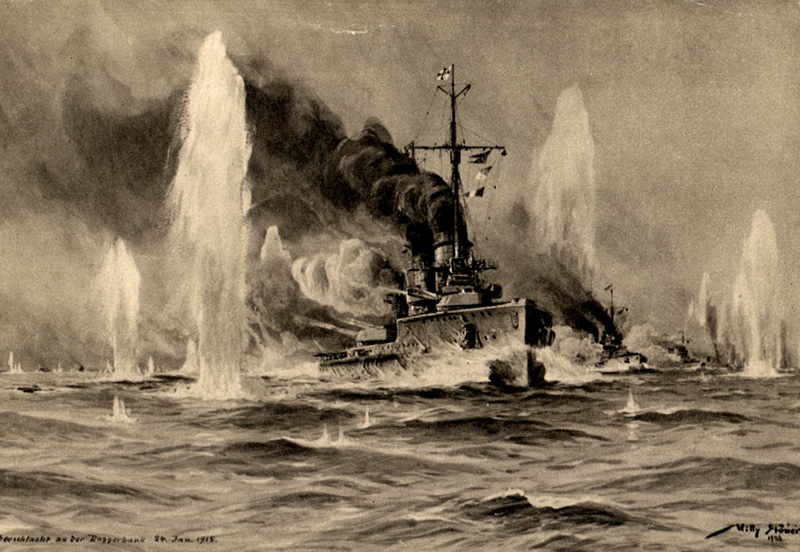
Desenho de Willy Stöwer do Seydlitz e os outros cruzadores de batalha alemães na Batalha de Dogger Bank

Hipper então virou para o sul a fim de fugir, porém sua velocidade ficava restrita a 23 nós (43 quilômetros por hora), que era a velocidade máxima alcançada pelo Blücher. Os cruzadores de batalha britânicos estavam navegando a 27 nós (cinquenta quilômetros por hora) e rapidamente alcançaram os alemães. O HMS Lion abriu fogo contra o Blücher às 9h52min de uma distância de aproximadamente 18,3 quilômetros, com o HMS Queen Mary e HMS Tiger abrindo fogo também pouco depois. O Blücher foi atingido pela primeira vez às 10h09min, com os alemães abrindo fogo dois minutos depois a 16,5 quilômetros, concentrando-se no Lion. Este foi atingido na linha de flutuação às 10h28min, abrindo um buraco no casco que inundou um depósito de carvão. A distância diminuiu para dezesseis quilômetros às 10h35min, momento em que toda a linha alemã estava dentro do alcance efetivo das embarcações britânicas. Beatty ordenou que seus cruzadores de batalha enfrentassem suas contrapartes alemãs. Confusão a bordo do Tiger o fez acreditar que deveria atacar o Seydlitz, deixando o Moltke livre do fogo inimigo. O Derfflinger foi acertado uma vez, mas o acerto causou poucos danos. Duas placas de blindagem no casco foram forçadas para dentro e alguns depósitos de carvão foram inundados.
O Lion acertou o Seydlitz às 10h40min, incapacitando as duas torres de artilharia de ré e causando danos quase catastróficos. Os depósitos de munição foram inundados para impedir um incêndio que destruísse o navio. Os cruzadores de batalha alemães tinham nesta altura encontrado a mira contra o Lion e o acertaram várias vezes. O Derfflinger acertou dois projéteis de 305 milímetros às 11h18min, um dos quais penetrou o cinturão na linha de flutuação, permitindo que água do mar entrasse no tanque de água das caldeiras. O Lion precisou desligar seus motores para evitar uma contaminação.
O Blücher nessa altura já tinha sido seriamente danificado por vários acertos. A perseguição terminou quando chegaram relatos de vários submarinos alemães diante da frota britânica, com Beatty ordenando manobras evasivas que permitiram que os alemães aumentassem a distância de seus perseguidores. A velocidade do Lion caiu para quinze nós (28 quilômetros por hora) devido aos danos e Beatty, a bordo do navio, ordenou que os cruzadores de batalha restantes enfrentassem a retaguarda do inimigo, mas confusão nas transmissões fez com que todos atacassem apenas o Blücher, permitindo que o Derfflinger, Moltke e Seydlitz escapassem. O Blücher emborcou e afundou aproximadamente às 13h10min. Beatty se transferiu para o HMS Princess Royal, mas a distância para os navios alemães já tinha crescido muito e ele encerrou a perseguição às 13h50min.

### Yarmouth e Lowestoft

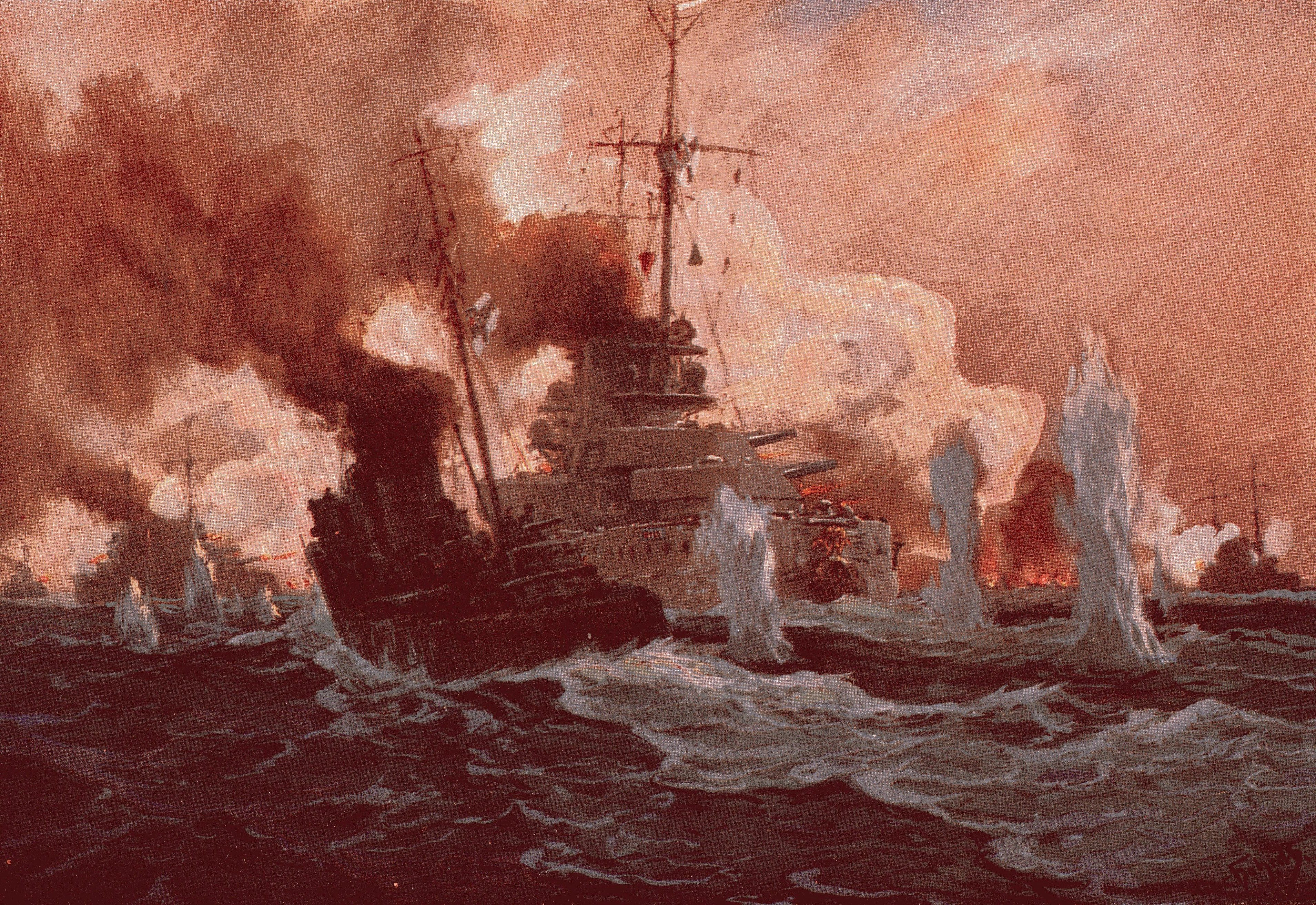
Pintura de Hans Bohrdt dos cruzadores de batalha alemães bombardeando Lowestoft

O Derfflinger participou do bombardeio de Yarmouth e Lowestoft entre 24 e 25 de abril de 1916. Hipper estava de licença médica, assim os navios alemães foram comandados pelo contra-almirante Friedrich Boedicker. O Derfflinger com seu irmão SMS Lützow mais o Moltke, Seydlitz e Von der Tann deixaram a Baía de Jade às 10h55min do dia 24. Tinham o apoio de uma escolta de seis cruzadores rápidos e duas flotilhas de barcos torpedeiros. As unidades maiores da Frota de Alto-Mar, agora sob o comando do vice-almirante Reinhard Scheer, partiram às 13h40min para dar cobertura distante para as embarcações de Boedicker. O Almirantado Britânico soube da surtida alemã pela interceptação de suas comunicações, enviado a Grande Frota às 15h50min.
A força de Boedicker chegou em uma posição próxima de Norderney às 14h00min, ponto em que viraram de rumo para o norte a fim de evitar observadores holandeses na ilha de Terschelling. O Seydlitz bateu em uma mina naval às 15h38min que abriu um buraco de quinze metros em seu casco à ré do tubo de torpedo de estibordo, permitindo que 1,3 mil toneladas de água entrassem no navio. Ele virou para voltar para casa imediatamente, levando consigo a escolta de cruzadores rápidos. Os quatro cruzadores de batalha restantes viraram imediatamente para o sul em direção de Norderney para evitarem outras possíveis minas. O Seydlitz ficou livre de perigos às 16h00min, assim parou para permitir que Boedicker desembarcasse. O barco torpedeiro SMS V28 transportou o almirante para o Lützow.
Os cruzadores de batalha estavam se aproximando de Lowesoft às 4h50min do dia 25 quando o Rostock e o SMS Elbing, que estavam dando cobertura para o flanco sul, avistaram a Força de Harwich. Boedicker se recusou a ser distraído pelos navios britânicos e ordenou que suas embarcações mirassem na cidade. Eles abriram fogo a uma distância de aproximadamente treze quilômetros e destruíram duas baterias litorâneas de 150 milímetros e infligiram outros danos, incluindo a destruição de duzentas residências.
Os alemães viraram para o norte às 5h20min em direção a Yarmouth, chegando 22 minutos depois. A visibilidade era ruim, assim os navios dispararam apenas um salvo cada um, com exceção do Derfflinger, que disparou catorze projéteis de sua bateria principal. Seguiram para o sul, encontrando a Força de Harwich uma segunda vez às 5h47min, que nesta altura já tinha sido atacada pelos cruzadores rápidos da força de escolta. Os cruzadores de batalha abriram fogo a doze quilômetros de distância. Tyrwhitt imediatamente mudou o curso de seus navios e fugiu para o sul, porém o cruzador rápido HMS Conquest foi seriamente danificado. Boedicker encerrou a perseguição por relatos de submarinos e ataques de torpedos, indo para leste em direção da Frota de Alto-Mar. Scheer nesta altura tinha sido informado da surtida da Grande Frota e retornou para a Alemanha.

### Batalha da Jutlândia

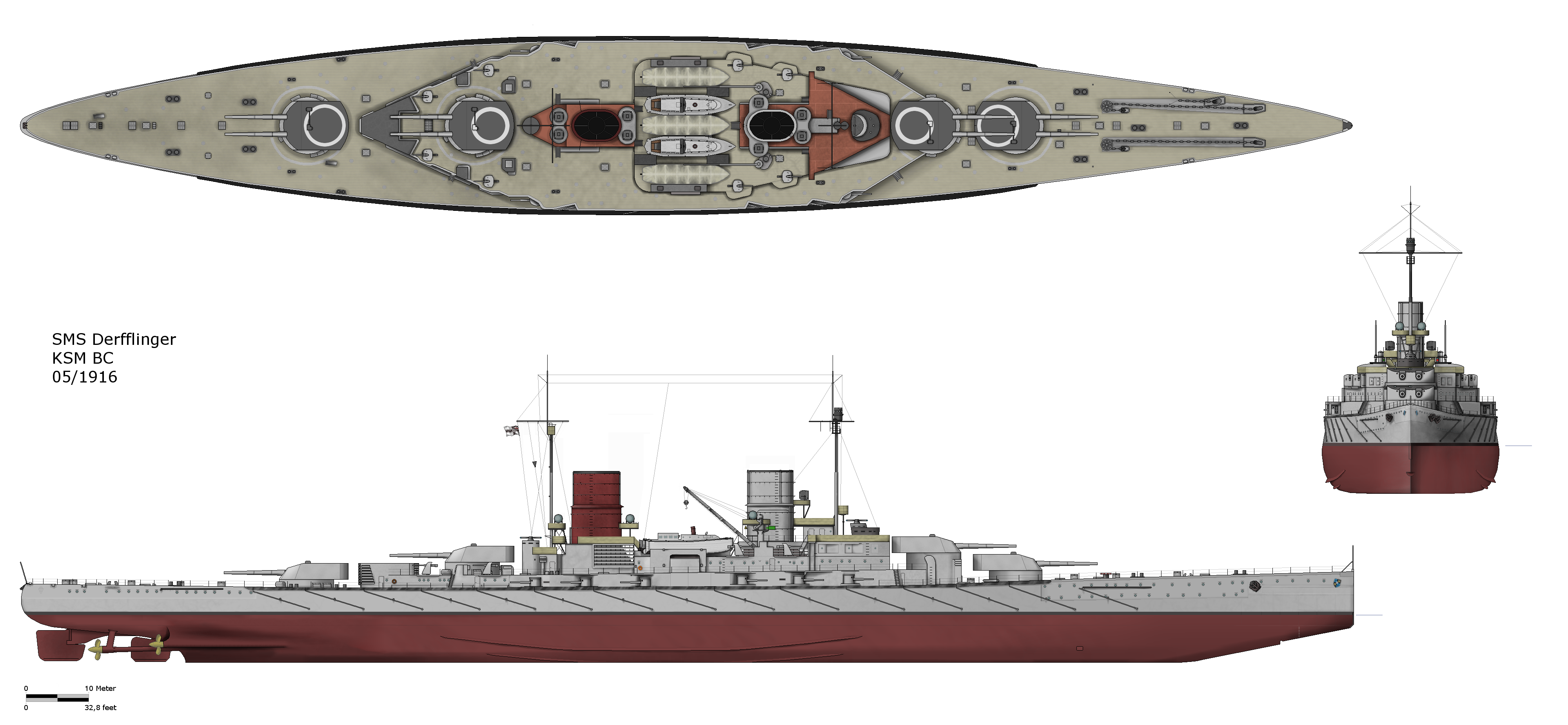
Configuração do Derfflinger durante a Batalha da Jutlândia

Scheer, quase imediatamente depois do ataque contra Lowestoft, começou a planejar outra surtida para o Mar do Norte. Ele inicialmente queria lançar a operação em meados de maio, porém os danos da mina no Seydlitz mostraram mais difíceis de se consertar e Scheer não queria partir em uma grande incursão sem que seus cruzadores de batalha estivessem com força máxima. Os reparos do Seydlitz foram finalmente terminados em 28 de maio e o navio pode retornar ao I Grupo de Reconhecimento.
O Derfflinger e o resto do I Grupo de Reconhecimento ancorou do lado de fora da rada de Jade na noite de 30 de maio. Eles partiram em direção ao Skagerrak às 2h00min do dia 31 a uma velocidade de dezesseis nós (trinta quilômetros por hora). O Derfflinger era o segundo navio na linha de batalha, à vante do Seydlitz e à ré do Lützow, este tendo se tornado a nova capitânia de Hipper. O II Grupo de Reconhecimento, composto pelo cruzadores rápidos SMS Frankfurt, SMS Wiesbaden, SMS Pillau e Elbing, o primeiro a capitânia de Boedicker, mais trinta barcos torpedeiros da II, VI e IX Flotilhas, acompanharam os cruzadores de batalha.
A Frota de Alto-Mar deixou Jade meia-hora depois com uma força composta por dezesseis dreadnoughts. Ela estava acompanhada do IV Grupo de Reconhecimento, formado pelos cruzadores rápidos SMS Stettin, SMS München, SMS Hamburg, SMS Frauenlob e SMS Stuttgart, mais 31 barcos torpedeiros da I, III, V e VII Flotilhas, comandadas do cruzador rápido Rostock. Seis pré-dreadnoughts da II Esquadra de Batalha deixaram o estuário do rio Elba às 2h45min e se encontraram com o resto da frota às 5h00min.

#### Corrida para o sul

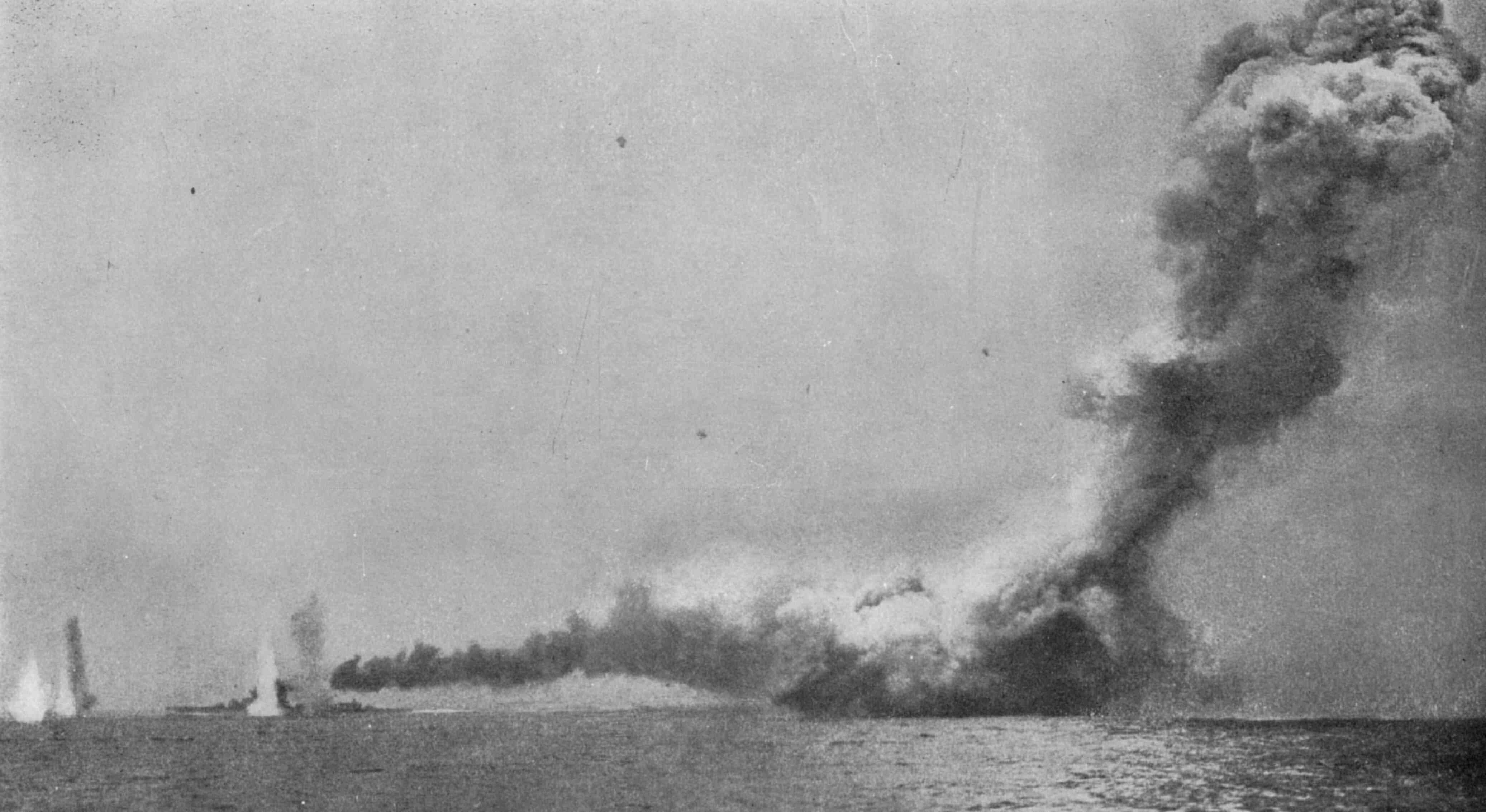
O Queen Mary explodindo depois de ser alvejado pelo Seydlitz e Derfflinger

O I Grupo de Reconhecimento encontrou os seis navios da 1ª e 2ª Esquadras de Cruzadores de Batalha pouco antes das 16h00min. Os alemães foram os primeiros a abrirem fogo a uma distância de aproximadamente catorze quilômetros. Os britânicos também abriram fogo, porém confusão entre seus navios fez com que o Moltke se tornasse o alvo tanto do Tiger quanto do HMS New Zealand. Os telêmetros britânicos também deram dados incorretos sobre a distância dos alvos, assim os primeiros disparos passaram mais de um quilômetro de distância dos navios alemães. O Derfflinger não foi alvo de cruzador de batalha algum durante os primeiros dez minutos do confronto devido aos erros de comunicação britânicos. O capitão de corveta Georg von Hase, o oficial de artilharia do navio, posteriormente afirmou que "Por algum erro estávamos sendo deixados de fora. Eu ri severamente e agora comecei a enfrentar o inimigo com completa calma, como se fosse exercício de artilharia e com precisão cada vez maior". O cruzador de batalha britânico HMS Indefatigable explodiu depois de quinze minutos por disparos do Von der Tann. A segunda metade da força de Beatty, quatro couraçados da Classe Queen Elizabeth membros da 5ª Esquadra de Batalha, chegaram pouco depois e começaram a disparar contra o Von der Tann e Moltke.
O Lion foi seriamente danificado pelo Lützow e o Derfflinger acabou perdendo-o de vista, assim passou a disparar contra o Queen Mary às 17h16min. O Seydlitz também estava disparando contra o mesmo navio, com o cruzador de batalha britânico sendo atingido várias vezes em rápida sucessão pelos disparos combinados dos alemães. Observadores a bordo do New Zealand e  Tiger, os navios imediatamente à ré e à vante do Queen Mary, respectivamente, relataram três projéteis de um salvo de quatro acertando a embarcação ao mesmo tempo. Outros dois acertos ocorreram pouco depois e uma enorme explosão ocorreu à meia-nau, partindo o Queen Mary em dois em meio a uma enorme nuvem ondulante de fumaça negra. Os navios da vanguarda da Frota de Alto-Mar aproximaram-se o suficiente dos cruzadores de batalha britânicos e dos couraçados da Classe Queen Elizabeth às 18h00min, começando a disparar contra eles. O Derfflingerfoi atingido por um projétil de 381 milímetros dos couraçados HMS Barham ou HMS Valiant entre 18h09min e 18h19min. Foi atingido novamente às 18h55min, com o projétil acertando a proa e abrindo um buraco que permitiu que trezentas toneladas de água entrassem.

#### Confronto de frotas
O Wiesbaden foi incapacitado por um projétil do cruzador de batalha HMS Invincible pouco antes das 19h00min. Os cruzadores de batalha alemã realizaram uma curva para nordeste e correram em direção ao navio danificado em alta velocidade. Os alemães avistaram às 19h15min o cruzador blindado britânico HMS Defence, que tinha se juntado ao ataque contra o Wiesbaden. Hipper inicialmente hesitou em atacá-lo, pois acreditava que o Defence podia ser na verdade o Rostock, porém o capitão de mar Victor Harder, o oficial comandante do Lützow, ordenou às 19h16min que seu navio abrisse fogo. Os outros cruzadores de batalha e couraçados alemães fizeram o mesmo também logo em seguida, com o Defence sendo atingido várias vezes por projéteis grandes. Um desses projéteis penetrou até seus depósitos de munição e uma enorme explosão o destruiu.

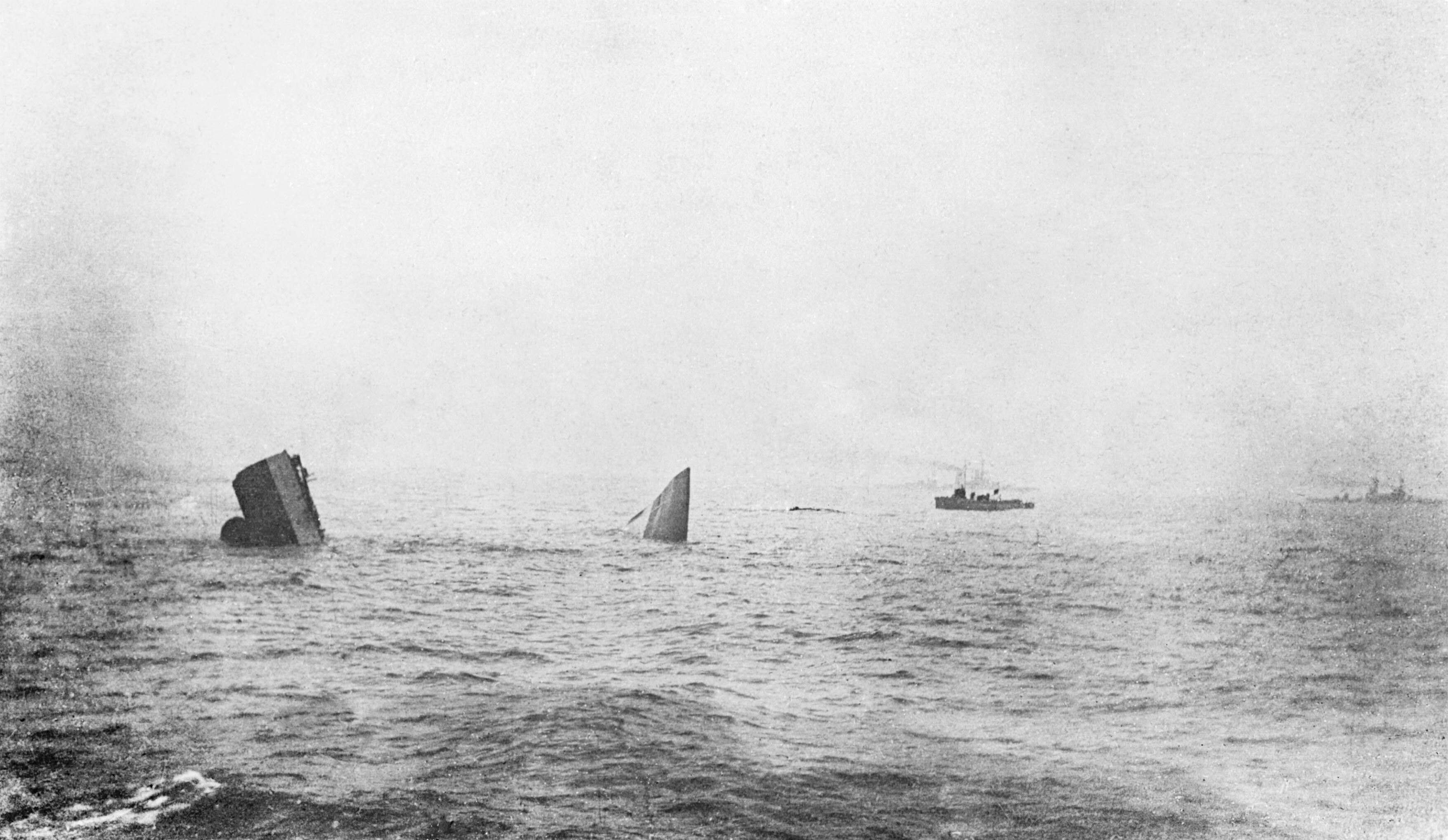
As duas metades do Invincible temporariamente em pé para fora do mar depois de sua destruição

A 3ª Esquadra de Cruzadores de Batalha formou-se às 19h24min com os cruzadores de batalha restantes de Beatty à vante da linha alemã. Os navios britânicos na vanguarda avistaram o Derfflinger e o Lützow e abriram fogo contra eles, com o Invincible acertando oito projéteis no Lützow em um período de oito minutos. Os dois cruzadores de batalha alemães por sua vez revidaram e concentraram seus disparos no seu antagonista, com o Derfflinger disparando seu último salvo contra o Invincible às 19h31min. O depósito de munição de vante do navio britânico explodiu pouco depois e a ele afundou em meio uma série de outras explosões.
A Frota de Alto-Mar estava às 19h30min perseguindo os cruzadores de batalha britânicos e ainda não tinha encontrado a Grande Frota. Scheer estava considerando recuar suas forças antes que anoitecesse e a escuridão deixasse seus navios vulneráveis a ataques de torpedos. Ele ainda não tinha tomado uma decisão quando seus couraçados na vanguarda encontraram o corpo principal da Grande Frota. Isto impossibilitou o recuo da Frota de Alto-Mar, porque sacrificaria os lentos pré-dreadnoughts da II Esquadra de Batalha. Caso Scheer escolhesse usar seus dreadnoughts e cruzadores de batalha para dar cobertura para sua retirada, ele deixaria seus principais e mais poderosos navios sujeitos a um poderio de fogo muito superior. Em vez disso ordenou uma virada de dezesseis graus para estibordo, o que colocaria os pré-dreadnoughts em relativa segurança no lado fora de combate da linha alemã.
O Derfflinger e os outros cruzadores de batalha ficaram atrás do SMS König, o couraçado alemão na vanguarda. O I Grupo de Reconhecimento assim ganhou um momento temporário de descanso. O almirante sir John Jellicoe, o comandante da Grande Frota, não sabia da localização e curso exatos da Frota de Alto-Mar, assim mandou que seus navios seguissem rumo leste em direção ao que achava ser o caminho mais provável para a retirada alemã. Estes estavam navegando para o oeste, mas Scheer ordenou outra virada que os colocou em uma rota para o centro da frota britânica. A Frota de Alto-Mar ficou sob fogo intenso, com Scheer ordenando que o Derfflinger, Seydlitz, Moltke e Von der Tann seguissem em alta velocidade em direção da linha britânica em uma tentativa de atrapalhar sua formação e ganhar tempo para a força principal recuar. Os cruzadores de batalha se aproximaram às 20h17min para menos de sete quilômetros do couraçado HMS Colossus, momento em que Scheer ordenou que suas embarcações atacassem o navio na vanguarda da linha britânica. Os cruzadores de batalha viraram para recuar três minutos depois, tendo a cobertura de um ataque de barcos torpedeiros.

#### Retirada
Houve uma pausa ao crepúsculo entre 20h20min e 21h10min, o que permitiu que o Derfflinger e outros cruzadores de batalha alemães cortassem destroços que estavam interferindo com a bateria principal, extinguissem incêndios, consertassem equipamentos de controle de disparo e preparassem os holofotes para uma batalha noturna. A frota se reorganizou durante esse período para uma formação bem ordenada em ordem inversa. Os cruzadores rápidos alemães encontraram os cruzadores britânicos pouco depois das 21h00min. O novo tiroteio chamou a atenção de Beatty, que colocou seus cruzadores de batalha em rumo oeste. Ele avistou os cruzadores de batalha alemães às 21h09min e se aproximou até 7,8 quilômetros antes de abrir fogo às 21h20min. O Derfflinger foi acertado várias vezes, com um projétil acertando às 21h34min sua última torre de artilharia ainda operacional, incapacitando-a. Os alemães revidaram com todas as suas armas disponíveis e acertaram o Lion e o Princess Royal às 21h32min.

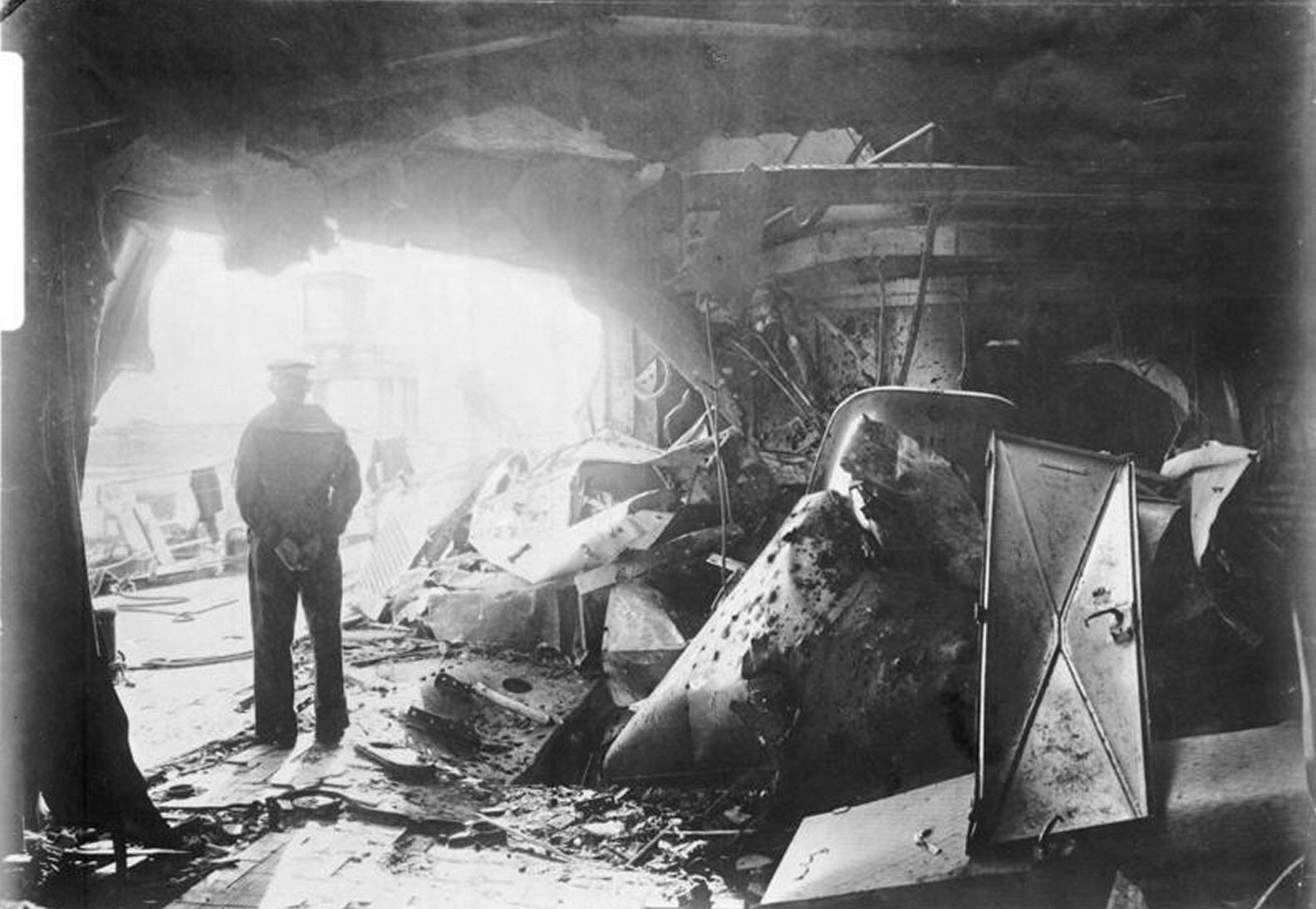
Danos ao Derfflinger após a batalha

As manobras dos cruzadores de batalha alemães forçaram os couraçados da I Esquadra de Batalha a viraram para o oeste a fim de evitarem uma colisão. Isto colocou os pré-dreadnoughts da II Esquadra de Batalha diretamente no meio das duas linhas de cruzadores de batalha. Isto acabou impedindo que os britânicos perseguissem suas contrapartes alemães enquanto estes viraram para o sul. Os cruzadores de batalha britânicos então abriram fogo contra os antigos couraçados, com as embarcações alemães virando para sudoeste para que pudessem disparar todos os seus canhões. Este confronto durou apenas alguns minutos antes do contra-almirante Franz Mauve recuar os pré-dreadnoughts para estibordo. Os britânicos não os perseguiram por algum motivo desconhecido.
Hipper transmitiu um relatório a Scheer às 3h55min, próximo do fim da batalha, o informando sobre os enormes danos que seus navios tinham sofrido. Nesta altura, o Derfflinger e o Von der Tann tinham apenas dois canhões funcionando, o Moltke estava inundado com mil toneladas de água, o Lützow tinha afundado e o Seydlitz estava seriamente danificado. Hipper relatou que o "I Grupo de Reconhecimento desta forma não era mais de qualquer valor para um combate sério, sendo consequentemente direcionado para voltar ao porto pelo Comandante Chefe, enquanto ele próprio determinou esperar desenvolvimentos próximos do Recife de Horns com a frota de batalha".
O Derfflinger foi atingido dezessete projéteis disparados por armas principais e nove vindos de armas secundárias no decorrer da batalha. Ficou sob reparos até 15 de outubro. O navio disparou 385 projéteis de sua bateria principal e 235 projéteis da bateria secundária, mais um torpedo. Sua tripulação teve 157 mortos e outros 26 feridos, as maiores baixas sofridas por um navio que não afundou na batalha. Sua ferrenha resistência durante o confronto lhe valeu o apelido "Cão de Ferro" por parte dos britânicos.

### Outras operações

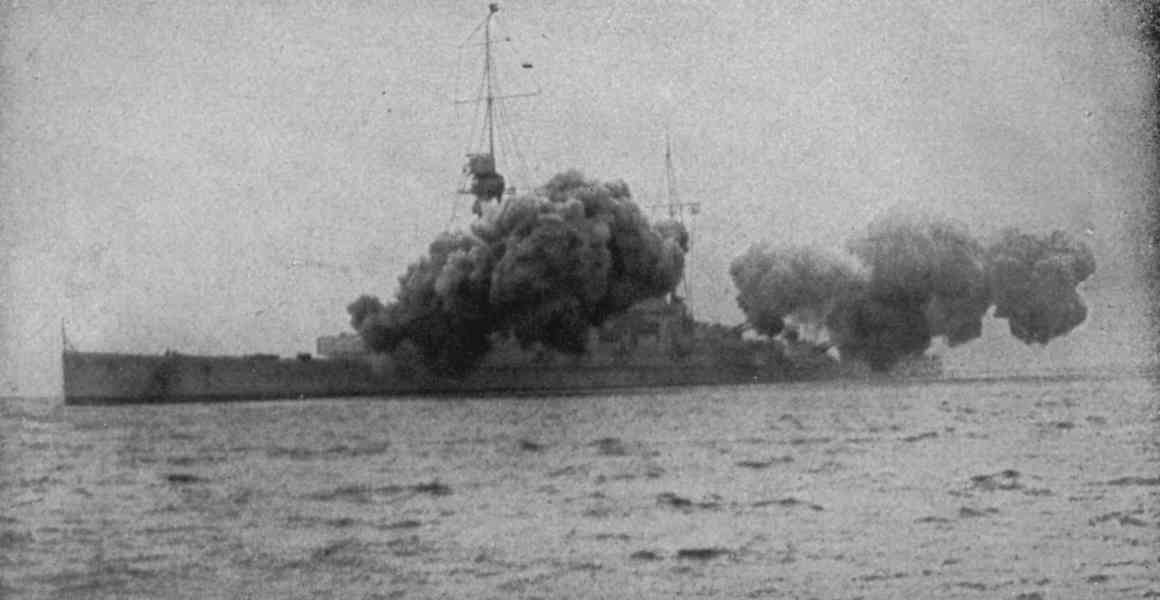
O Derfflinger disparando seus canhões principais pós-outubro de 1916

O Derfflinger realizou treinamentos no Mar Báltico pelo restante de outubro e por todo novembro. Nesta altura os alemães tinham abandonado o uso ofensivo de sua frota de superfície, favorecendo uma campanha de submarinos contra navios mercantes britânicos. O Derfflinger e o resto da frota foram usados para defender o litoral alemão para que os submarinos pudessem continuar a operar. O navio partiu em 17 de novembro de 1917 para auxiliar os cruzadores rápidos do II Grupo de Reconhecimento na Segunda Batalha da Angra da Heligolândia, porém as embarcações britânicas já tinham ido embora quando os cruzadores de batalha alemães chegaram. O Derfflinger deu cobertura para a criação de campos minados próximos de Terschelling em 20 de abril de 1918.
A Frota de Alto-Mar começou no final de 1917 a realizar ataques contra comboios entre o Reino Unido e a Noruega. Cruzadores e barcos torpedeiros interceptaram e destruíram dois comboios em outubro e dezembro. Isto fez Beatty, agora o comandante da Grande Frota, a destacar vários de seus couraçados e cruzadores de batalha para escoltarem os comboios. Isto deu a Scheer a oportunidade que estava esperando a guerra inteira: isolar e eliminar uma parte da Grande Frota. Hipper planejou uma operação em que os cruzadores de batalha e suas escoltas de cruzadores rápidos e barcos torpedeiros iriam atacar um dos comboios, ao mesmo tempo que o resto da Frota de Alto-Mar ficaria de prontidão para atacar a esquadra de couraçados britânicos.
A frota alemã partiu da Rada de Schillig às 5h00min de 23 de abril de 1918. Hipper ordenou que transmissões sem fio fossem mantidas no mínimo possível com o objetivo de impedir que a operação fosse descoberta pela inteligência britânica. Os cruzadores de batalha tinham alcançado uma posição aproximadamente sessenta quilômetros aos sudoeste de Bergen às 6h10min quando o Moltke perdeu uma de suas hélices, com seus motores sendo seriamente danificados no incidente. Reparos temporários foram realizados, permitindo que o navio navegasse a apenas quatro nós (7,4 quilômetros por hora), mas foi decidido rebocá-lo. Hipper mesmo assim decidiu prosseguir com o plano e continuou navegando para o norte. Os alemães já tinham cruzado a rota do comboio várias vezes até às 14h00min sem encontrarem navio algum. Dez minutos depois decidiram voltar para casa. Chegaram em suas bases às 18h37min. Foi despois descoberto que o comboio tinha partido um dia antes do que os alemães esperavam.

### Fim de carreira
O Derfflinger teria participado daquilo que essencialmente seria uma missão suicida da Frota de Alto-Mar pouco antes do fim da Primeira Guerra Mundial, em que ela teria partido de sua base em Wilhelmshaven com o objetivo de enfrentar a Grande Frota. Scheer, nesta altura comandante de toda a Marinha Imperial Alemã, que infligir o máximo de dano possível contra a Marinha Real Britânica a fim de dar à Alemanha uma melhor posição de negociação, não importando o custo para a frota. Entretanto, marinheiros cansados da guerra começaram a deserdar aos montes enquanto os navios estavam se reunindo em Wilhelmshaven. Aproximadamente trezentos tripulantes do Derfflinger e Von der Tann pularam para fora das embarcações e desapareceram em terra enquanto passavam pelas eclusas que separavam o porto exterior do interior de Wilhelmshaven.
A ordem para partir foi dada em 24 de outubro, porém marinheiros de vários couraçados se amotinaram na noite do dia 29. Três embarcações da III Esquadra de Batalha se recusaram a partir, enquanto atos de sabotagem ocorreram a bordo do SMS Thüringen e SMS Helgoland. A ordem de partir foi rescendida diante de uma revolta aberta. A Revolução Alemã começou no mês seguinte e deu fim ao império, sendo rapidamente sucedida pela assinatura de um armistício que encerrou a guerra.
Os Aliados exigiram que a maior parte da Frota de Alto-Mar fosse internada na base naval britânica de Scapa Flow até que uma decisão final sobre o destino dos navios fosse tomada. A Frota de Alto-Mar partiu de sua base na Alemanha pela última vez em 21 de novembro sob o comando do contra-almirante Ludwig von Reuter. Ela se encontrou com o cruzador rápido britânico HMS Cardiff, em seguida também se encontrado com uma enorme frota de 370 navios britânicos, franceses e norte-americanos para sua viagem até Scapa Flow. Os bloqueios de culatra dos canhões de todos os navios foram removidos ao chegarem, incapacitando assim seus armamentos.

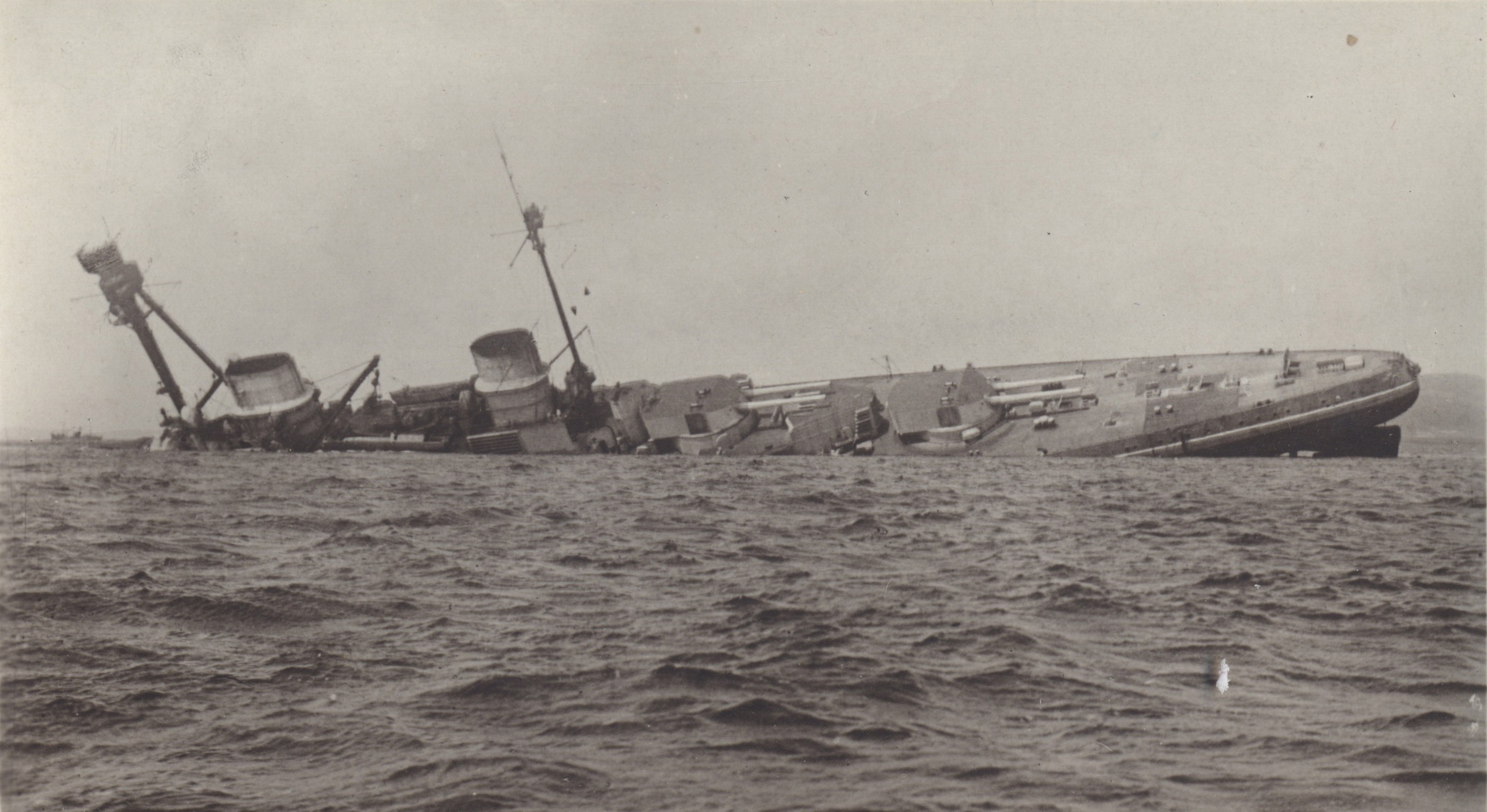
O Derfflinger afundando pela proa em 21 de junho de 1919

A frota permaneceu em cativeiro durante os vários meses de negociações que levariam à criação do Tratado de Versalhes. Ficou aparente para Reuter que os britânicos tinham a intenção de tomar os navios alemães em 21 de junho de 1919, que era a data limite original para a Alemanha assinar o tratado. Entretanto, Reuter não sabia que a data tinha sido ampliada para o dia 23, assim ordenou que seus navios fossem deliberadamente afundados. A frota britânica deixou Scapa Flow na manhã do dia 21 para realizar manobras de treinamentos, com Reuter transmitindo a ordem de afundar às 11h20min. O Derfflinger emborcou e afundou às 14h45min. Seus destroços foram reflutuados em 25 de julho de 1939 e ancorados ainda emborcados próximo da ilha de Rysa até 1946, momento em que o navio tinha conquistado a distinção de ter permanecido mais templo flutuando de ponta-cabeça do que do jeito correto. O Derfflinger foi então enviado para Faslane e desmontado até 1948. Um de seus sinos foi entregue em 30 de agosto de 1965 para a sucessora Marinha Alemã, enquanto outro está em exibição na Igreja de São Miguel em Eriskay, nas Hébridas Exteriores.